# Государственный архив административных органов Свердловской области
Госуда́рственный архи́в администрати́вных о́рганов Свердло́вской о́бласти (ГКУСО ГААОСО) — казённое учреждение в Екатеринбурге, расположенное по адресу пр. Ленина, 34.

## История
24 августа 1991 года был издан указ Президента РСФСР № 82 «Об архивах Комитета государственной безопасности СССР», согласно которому архивы Комитета государственной безопасности СССР передавались в ведение архивных органов РСФСР. Предпосылками реформы были необходимость сохранения секретных документов КГБ и создания условий их использования гражданами для нужд науки и культуры в связи с начавшейся реабилитацией репрессированных. Для организации передачи документов на Урале 29 июня 1992 года было выпущено постановление Главы администрации Свердловской области № 118 о создании в Екатеринбурге специализированного архива административных органов с подчинением Управлению архивами Свердловской области. Созданию отдельного архива способствовало наличие на территории Свердловской области в 1930-х годах сети лагерей, генерировавших существенный объём документации. Официальной датой создания нового архива стало 1 июля 1992 года.
Основу фондов вновь созданного архива составили 70 тыс. дел, переданных Управлением КГБ по Свердловской области. Среди документов были следственные дела осуждённых за измену Родине, дела на военнопленных, призывавшихся в армию из Свердловской области, а также дела реэмигрантов из Маньчжурии, вернувшихся в регион в 1940—1960-х годах. В состав дел входят постановление об избрании меры пресечения, ордер на арест и обыск, анкета арестованного, протоколы допросов, приговор, а также вещественные доказательства.
Из главного Областного архива были переданы фонд «Спецторг НКВД-УВД» и картотека интернированных из стран Европы органами Смерш в конце Великой Отечественной войны. С 1994 года формировался список административных учреждений, документами которых должен пополняться архив. В итоге после нескольких корректировок был утверждён перечень из 207 правоохранительных и правоприменительных организаций, среди которых были Управление ФСБ по Свердловской области, Главное управление внутренних дел по Свердловской области, Управление правительственной связи по Свердловской области, суды и прокуратуры, военные комиссариаты разных уровней (соглашение заключено 10 мая 1995 года), Управление налоговой полиции, таможенное управление, штабы по делам гражданской обороны, чрезвычайных ситуаций и ликвидации стихийных бедствий. К 1 января 1995 года были подписаны соглашения между архивом и 11 министерствами и ведомствами. В процессе передачи документов из разных ведомств сотрудникам нового архива пришлось учитывать разные исторически сложившиеся практики ведения делопроизводства.
С 1995 года архив является соучредителем газеты «Русские в Китае». Также архив является издателем «Книги памяти жертв политических репрессий Свердловской области» в 10 томах, содержащей 36 540 имён.

Выставка документов на дне открытых дверей в марте 2022 года
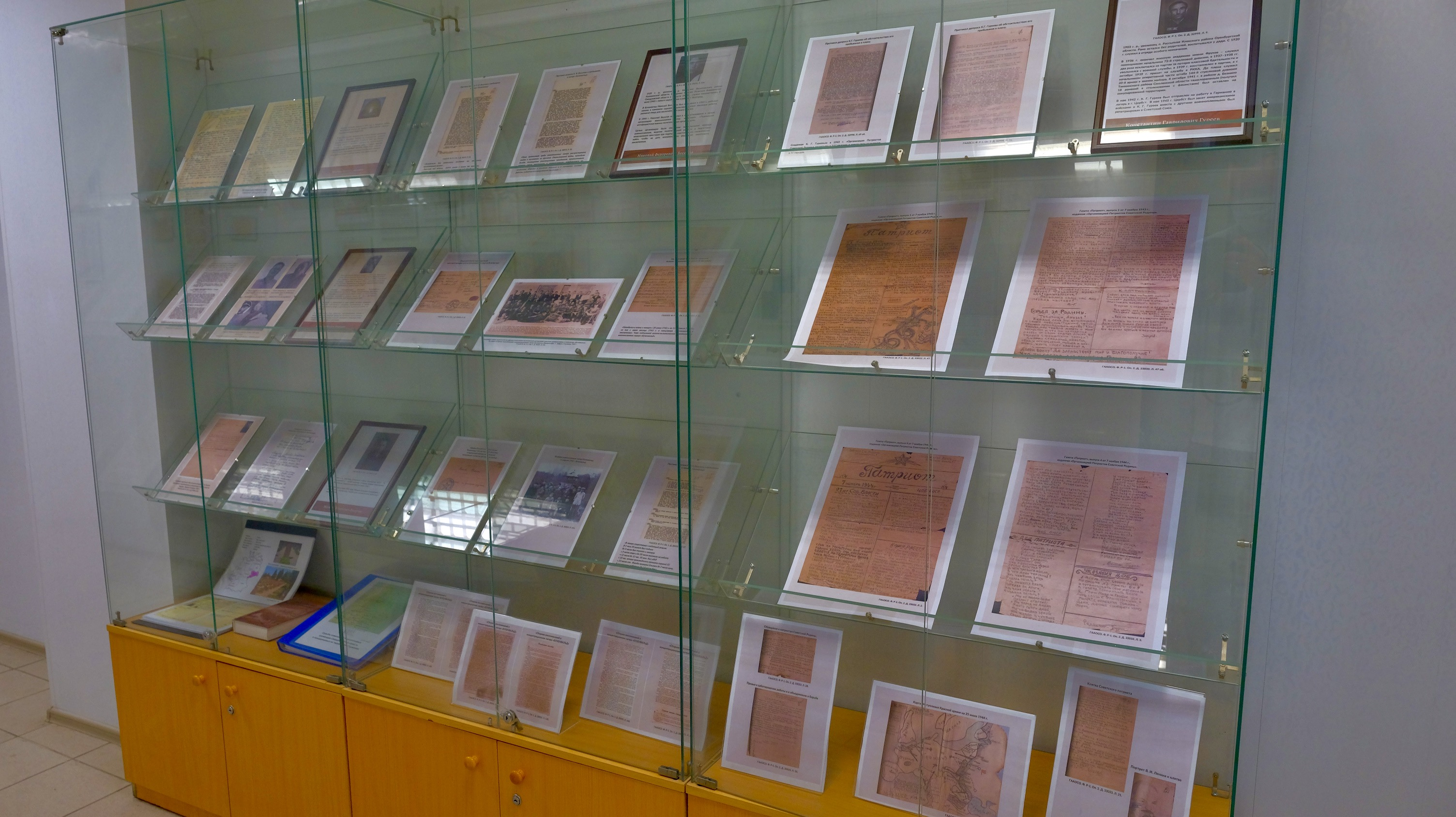
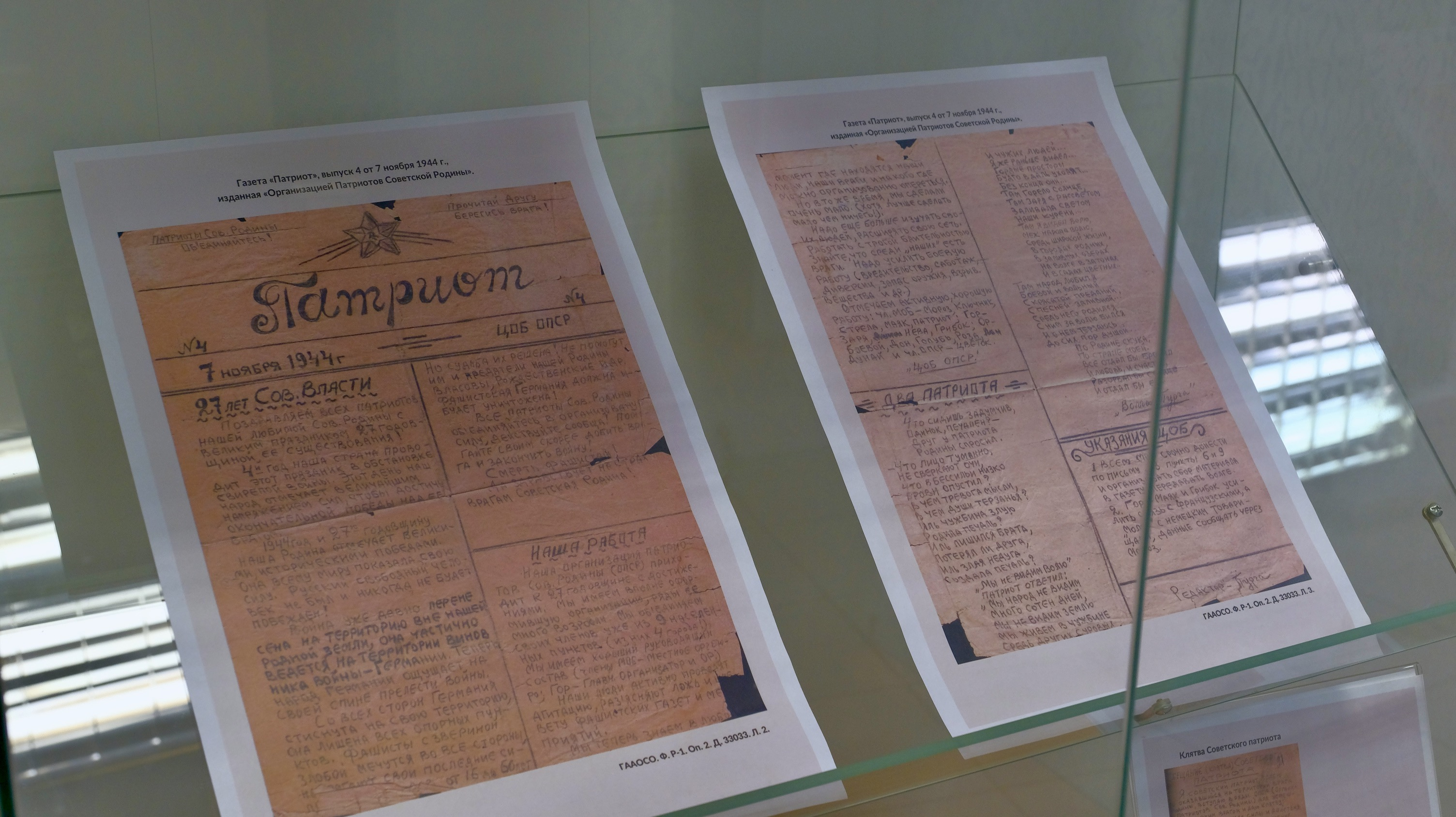
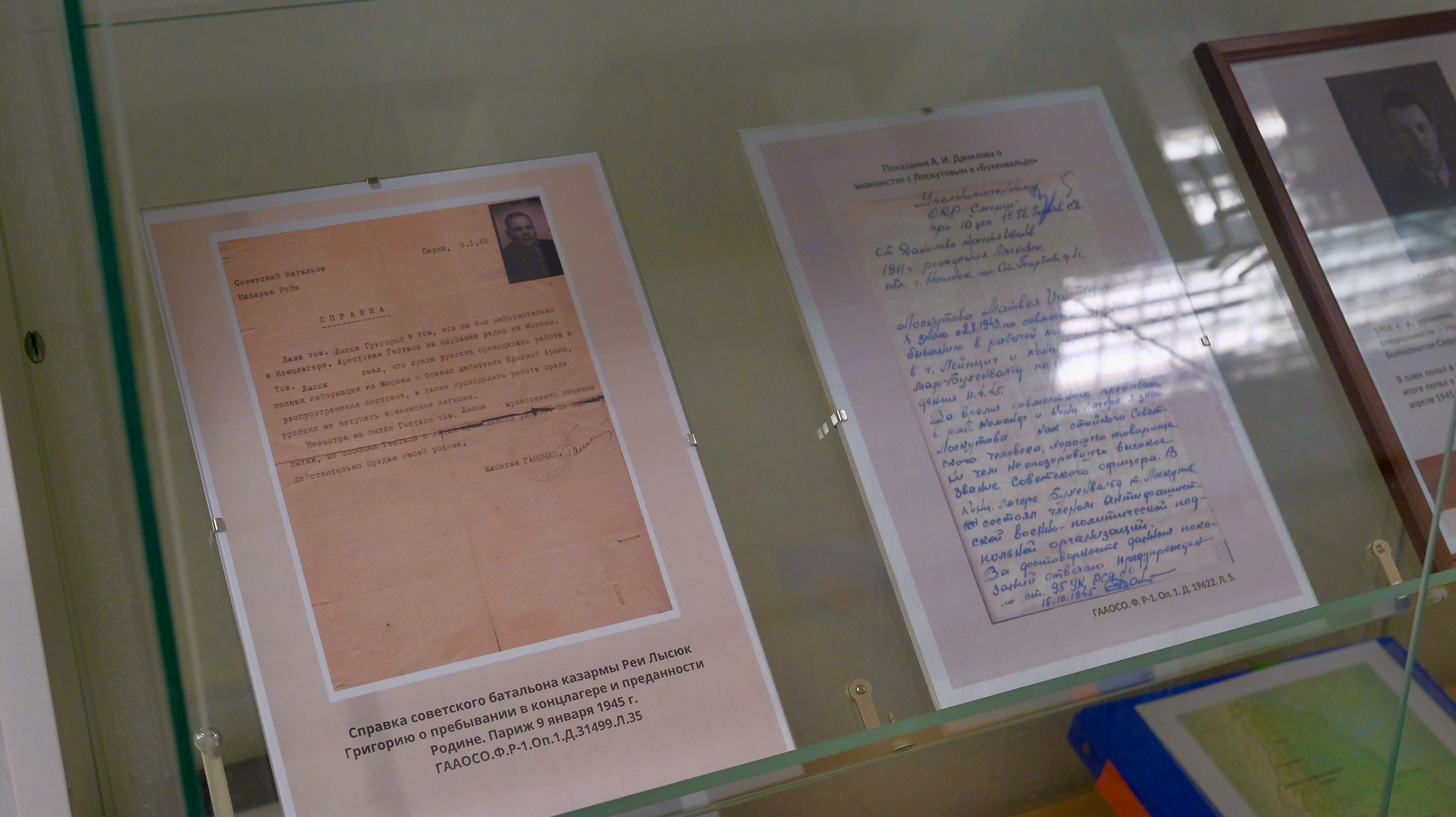
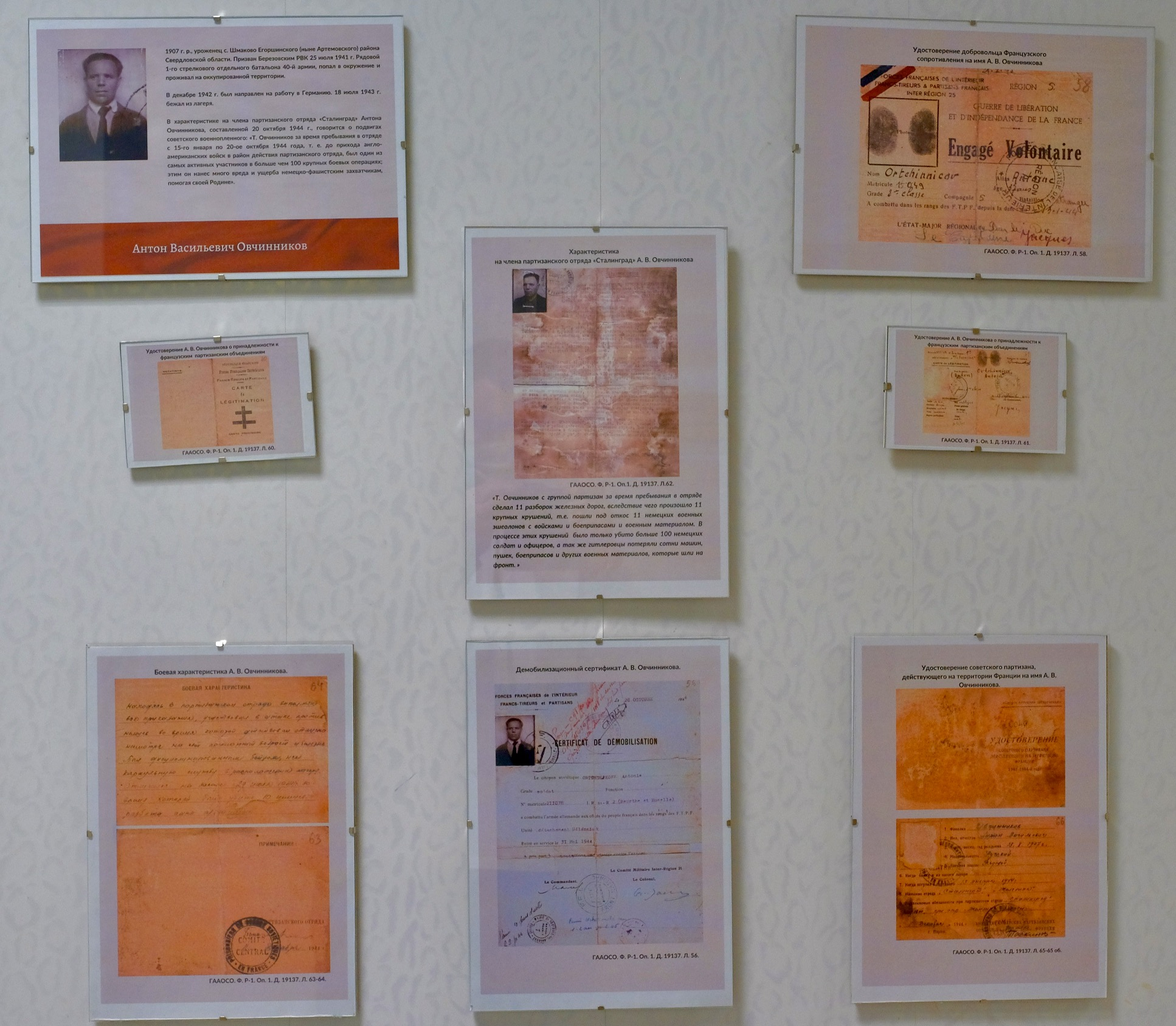
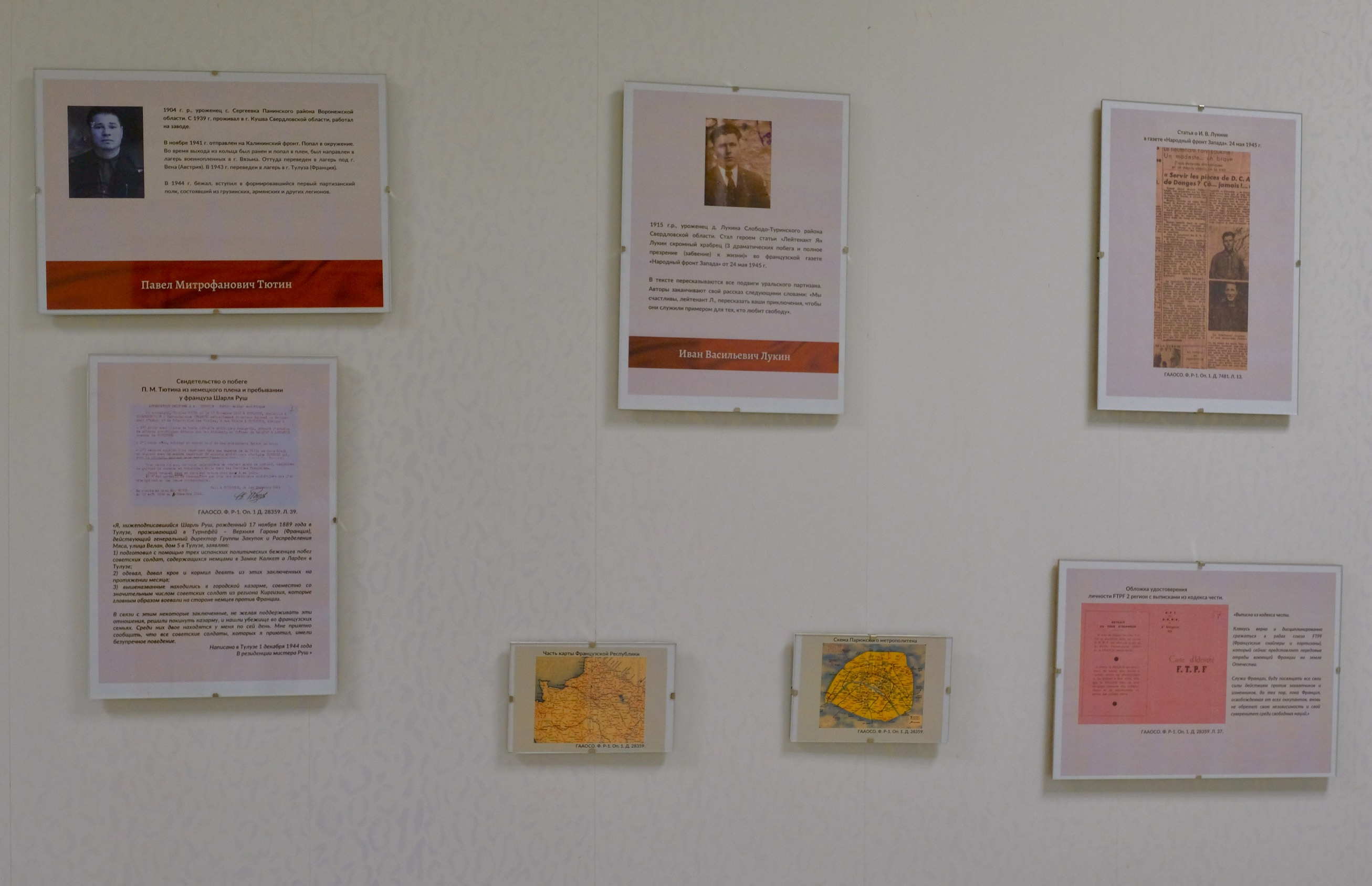
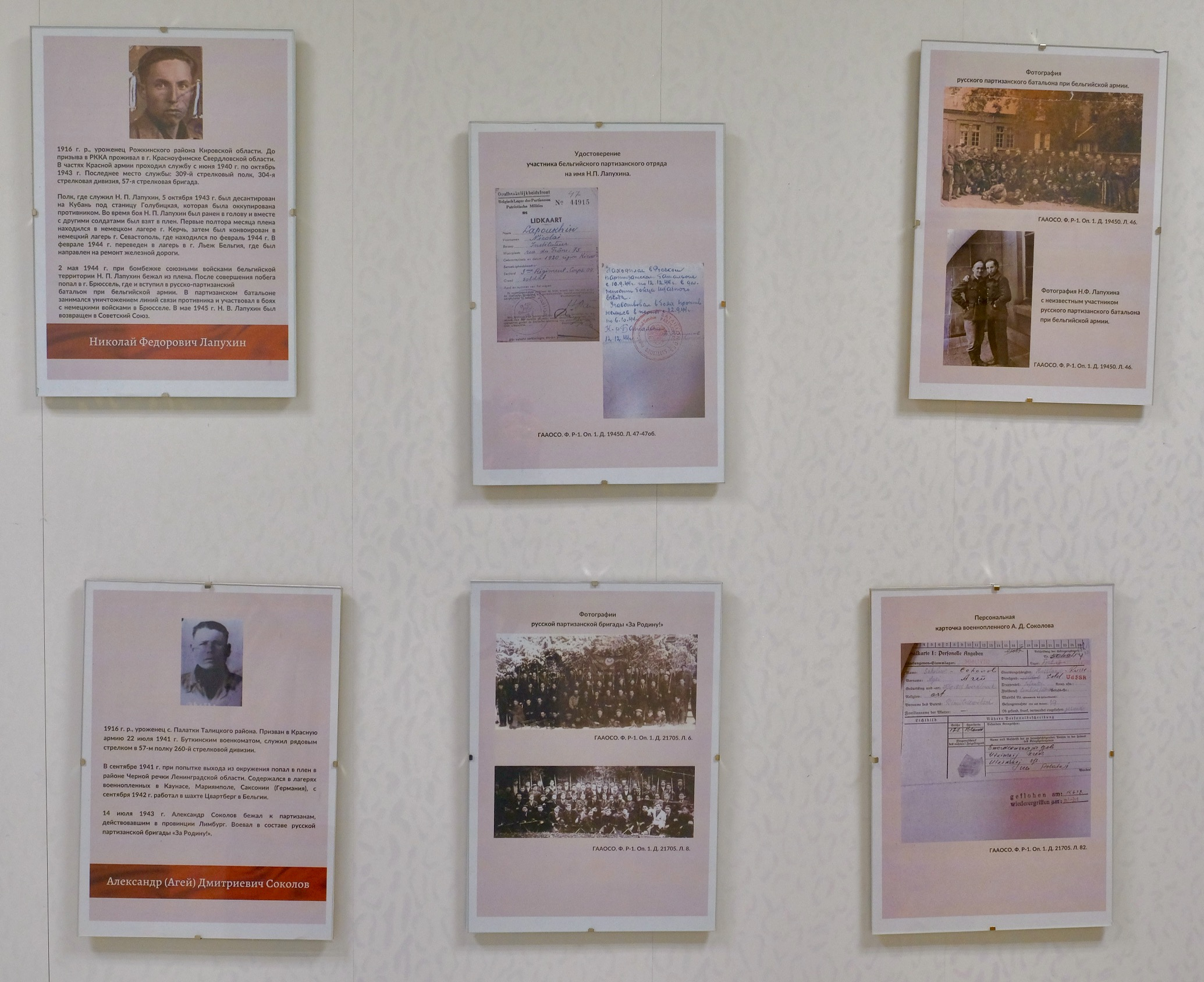
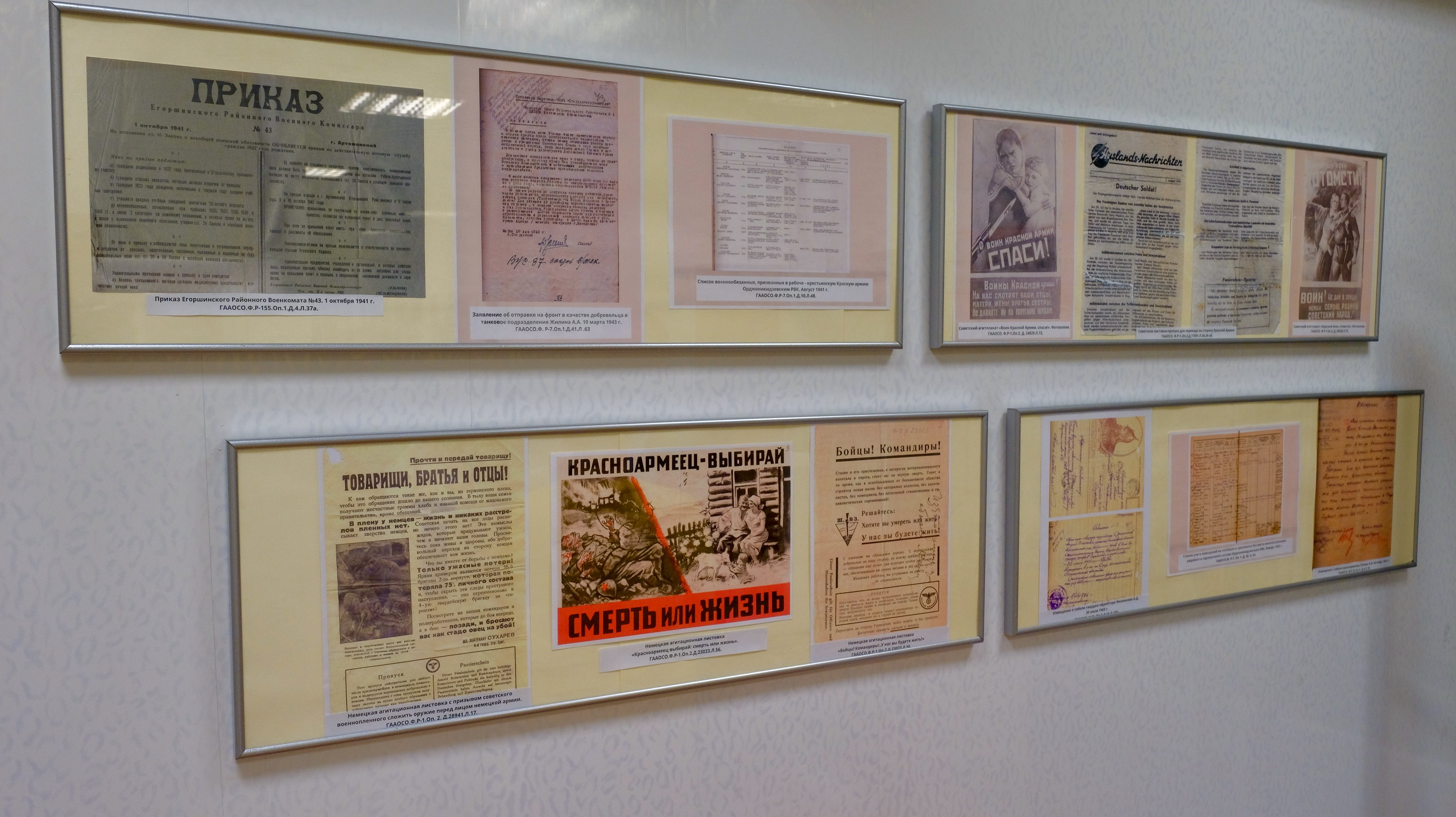
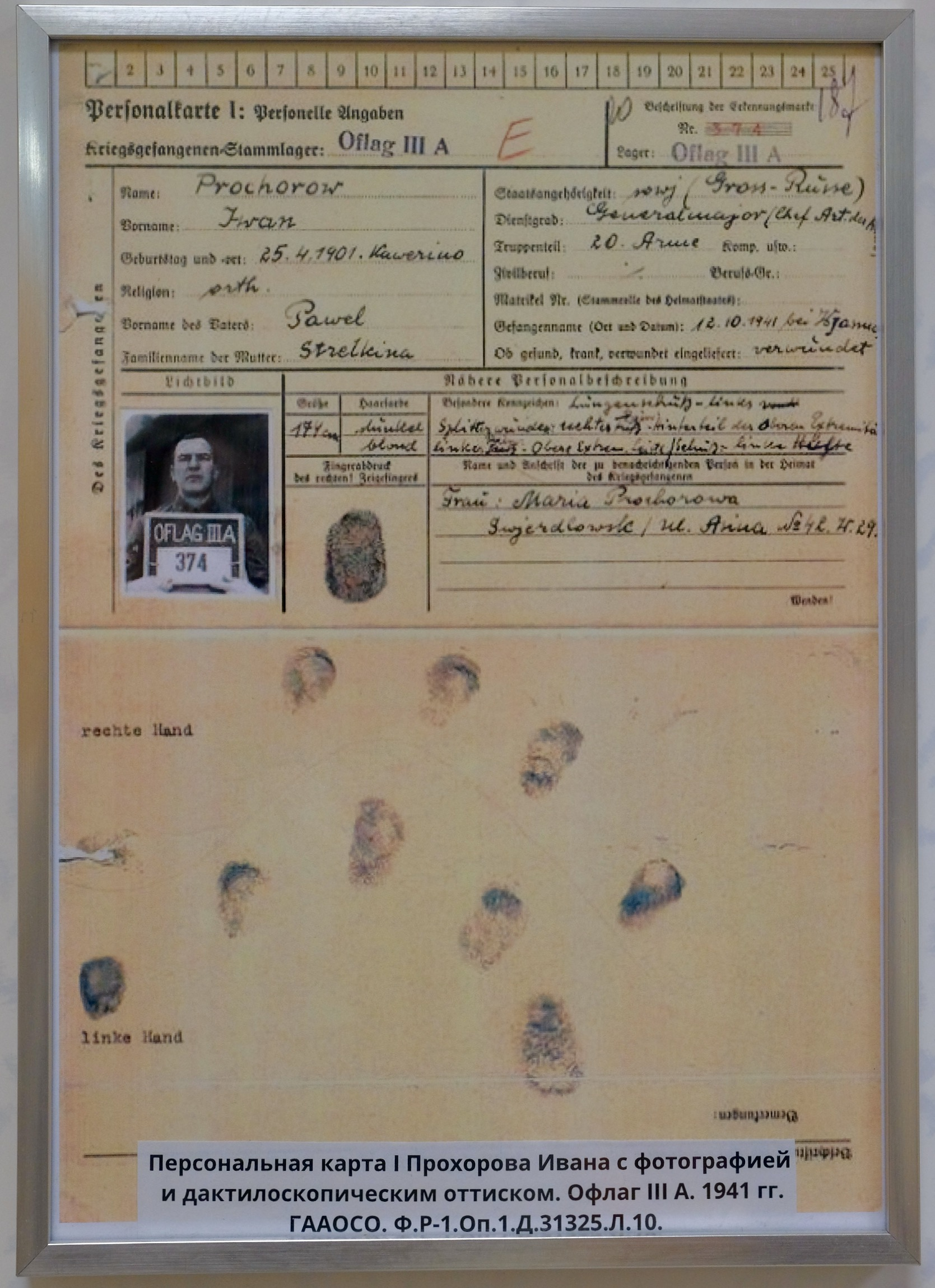
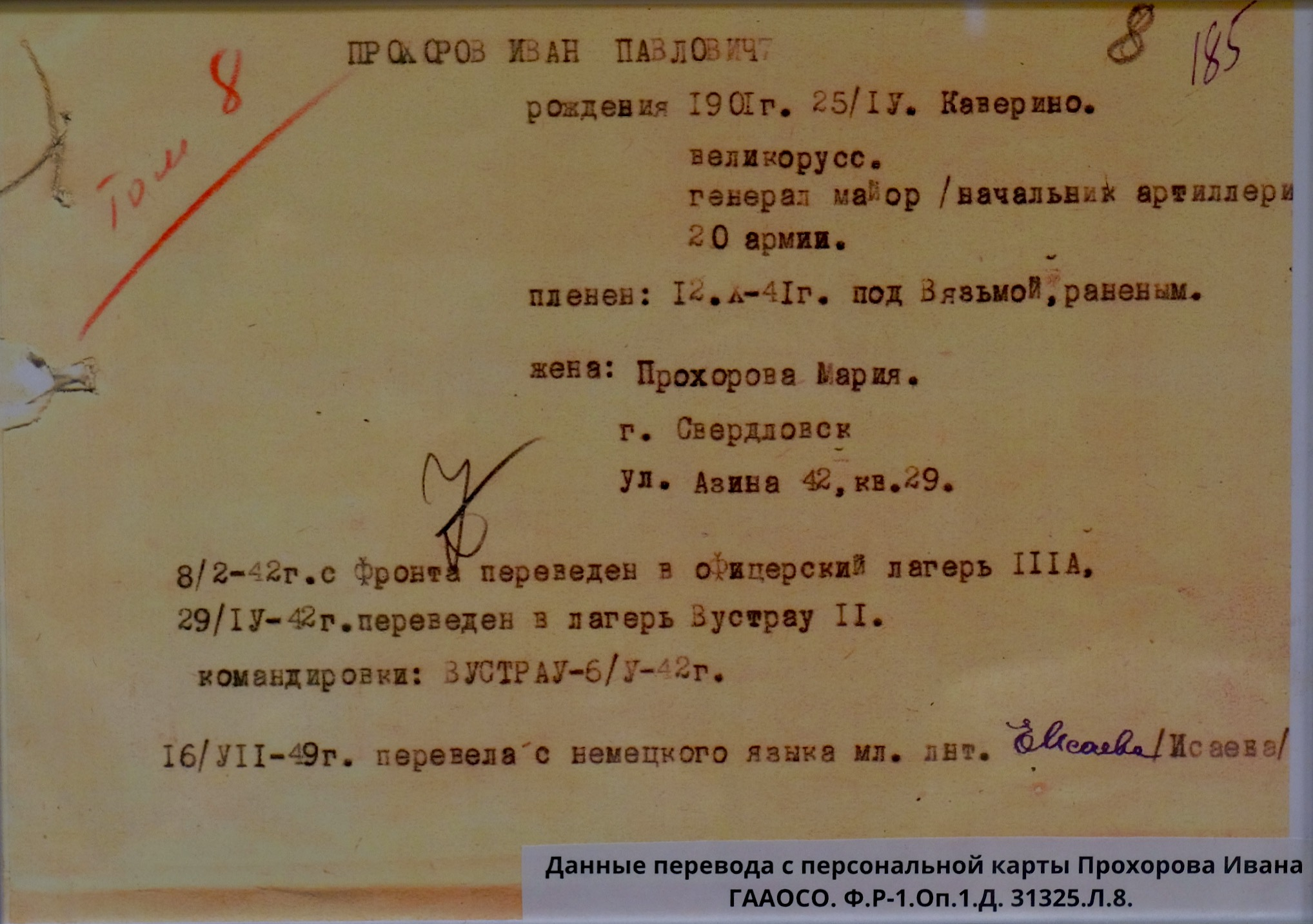